# Centaurea stuessyi
Centaurea stuessyi — вид квіткових рослин родини айстрових (Asteraceae). Ареал: Іспанія.
Назва виду на честь американського ботаніка Тода Ф. Стюссі, великого знавця айстрових.

## Морфологічний опис
Багаторічник, багатостовбурний. Нижні листки лінійно-лопатоподібні або вузько-видовжено-лопатоподібні, з краями закручено-шкірчастими, решта лінійні. Квіткова голова дископодібна. Обгортка (13)15–18(21) × 5–8(10) мм. Віночок 13–15(19) мм завдовжки. Сім'янки 3.5–4.5(5) × 1.3–1.8 мм, циліндричні або видовжено-обернено-яйцеподібні, нещільно запушені. Папус подвійний, стійкий, зовнішній з 2–3 рядами блідих щетинок 0.5–1.5(2.5) мм завдовжки.

## Екологія
Centaurea stuessyi є ендеміком північно-східної Іспанії (провінції Кастельон, Таррагона і Теруель). Цей вид росте на скелястих схилах на вапняку, доломіті та гіпсі, на висоті 320–980 метрів, цвіте з квітня по червень.